# American Flagg!
American Flagg! es una serie estadounidense de historieta creada por Howard Chaykin y publicada por First Comics desde 1983 hasta 1989. Esta historia de ciencia ficción y sátira política se desarrolla en los Estados Unidos, concretamente en Chicago (Illinois), al comienzo de la década del 2030. Además de los de Chaykin, también se emplearon guiones de Steven Grant, J.M. DeMatteis y Alan Moore.

## Trayectoria editorial
American Flagg, del que se publicaron 50 números (octubre de 1983 a marzo de 1988), fue uno de los primeros títulos publicados por First Comics, una compañía de cómics independiente fundada en Evanston, Illinois en 1983. Inusualmente para su época, la compañía no retenía los derechos de las obras, que seguían siendo propiedad de sus creadores.
En España, la serie fue presentada en la revista "Zona 84" (números 31 a 39), y en el 2011 fue recopilada de manera integral en un único tomo por Norma Editorial.

## Argumento
La historia tiene lugar en el año 2031, después de que una serie de crisis mundiales conocidas como the Year of the Domino (1996) haya forzado al Gobierno estadounidense a los presidentes de las grandes multinacionales a reubicarse en el Hammarskjold Center, en Marte("temporalmente, claro"). Como consecuencia de la marcha del Gobierno estadounidense y el colapso de la Unión Soviética por las revueltas islámicas, cambió el equilibrio de poderes del mundo, de tal forma que la Unión Brasileña de las Américas y la Liga Pan-Africana llegaron a ser las nuevas superpotencias.

## Personajes
- Reuben Flagg, nacido 2000 en Hammarskjold Center (Marte) de Axel y Rebecca Flagg, fue una estrella de la televisión y popular comediante en vivo del show Mark Thrust, Sexus Ranger. Cuando dejó de ser necesario por el desarrollo de la imagen generada por computadora, se unió a los Plexus Rangers y emigró a la Tierra, estableciéndose en el Plexmall de Chicago. Flagg es judío, y las actitudes indeseablemente bohemias de sus padres le han dado una visión idealista de los Estados Unidos que choca con la del Plex. Quiere que las cosas vuelvan a su lugar y después de heredar Q-USA, comienza a lograrlo.